# Adami
Adami is een plaats (frazione) in de Italiaanse gemeente Decollatura.